# بوليفار رويز
بوليفار رويز هو لاعب كرة قدم إكوادوري في مركز الوسط، ولد في 1958 في Cotacachi (city) ‏ في الإكوادور. لعب مع إل. دي. يو. كيتو.

## وصلات خارجية
- بوليفار رويز على موقع ناشيونال فوتبول تيمز (الإنجليزية)